# Crêt Pela

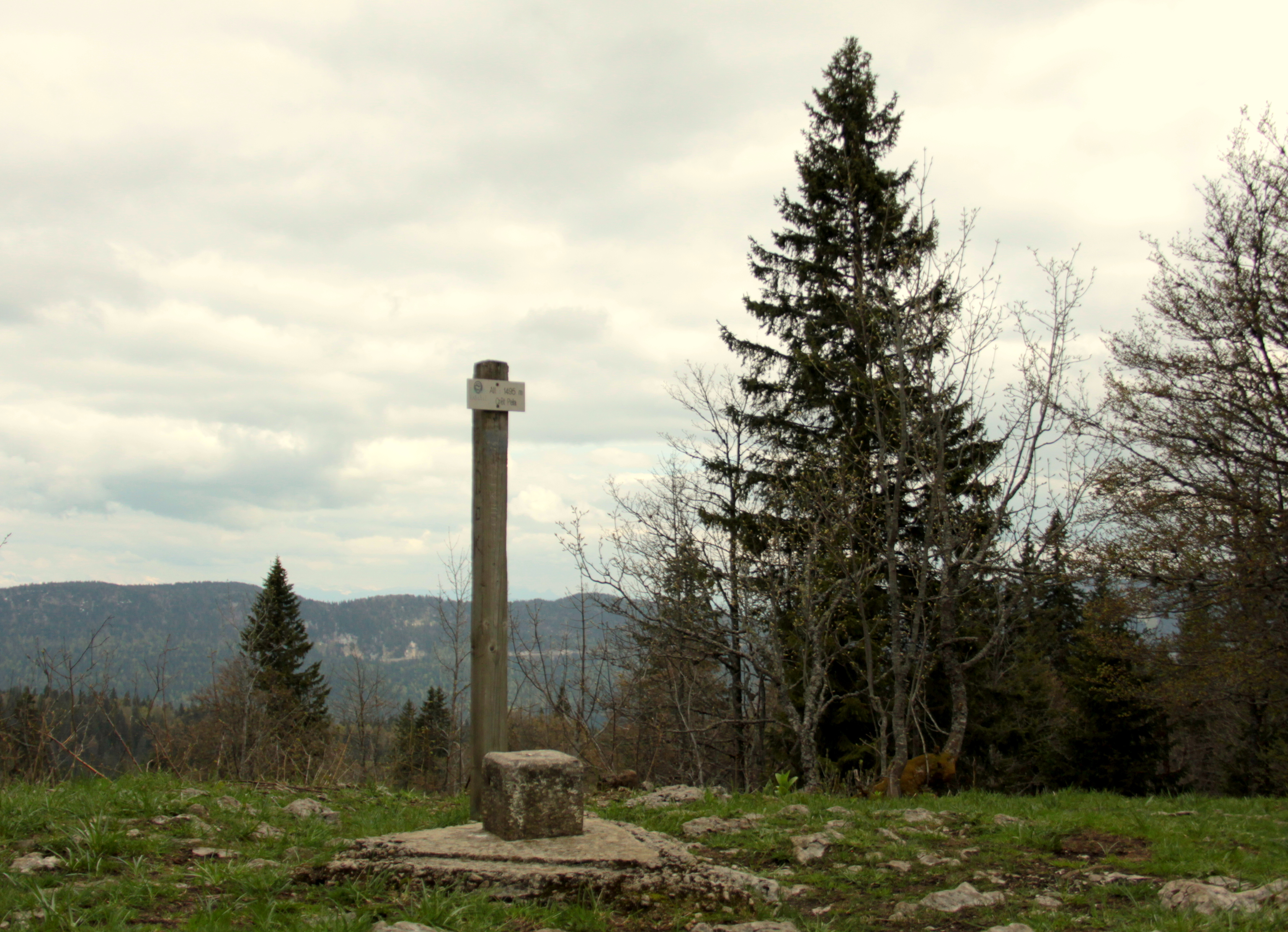
Le sommet, mal dégagé de la forêt.

Le crêt Pela est un sommet du massif du Jura culminant à 1 495 mètres d'altitude. Il constitue le point culminant de la région Bourgogne-Franche-Comté et du département du Jura.

## Géographie

### Situation
Le crêt Pela est situé à la limite des territoires des communes de Lamoura et de Lajoux. Il se trouve au cœur de la forêt du Massacre, dans le sud-est du département du Jura, à 2 km de la vallée de la Valserine, située au sud-est du crêt, et à 1,5 km de la combe du lac de Lamoura. Il domine de plus de 100 m une petite combe creusée dans les calcaires de l'anticlinal située à 500 m au sud-est du sommet.

### Géologie
Le crêt Pela est un sommet de l'anticlinal de la forêt du Massacre qui est en continuité avec celui du Noirmont, situé au nord-est, en Suisse. Cet anticlinal est coincé entre la gouttière synclinale de la combe du lac de Lamoura au nord-ouest et le synclinal de la vallée de la Valserine au sud-est. Le sommet du crêt Pela est composé de calcaires récifaux datant du Kimméridgien. Son versant occidental est composé de calcaires sublithographiques et dolomitiques datant du Portlandien et son versant oriental est composé de calcaires graveleux datant de l'Oxfordien.